# Satoshi Iwabuchi
Satoshi Iwabuchi (jap. 岩渕聡 Iwabuchi Satoshi; ur. 7 października 1975 w Chigasaki, w prefekturze Kanagawa) – japoński tenisista, reprezentant w Pucharze Davisa, olimpijczyk.

## Kariera tenisowa
Jako zawodowy tenisista Iwabuchi występował w latach 1993–2009.
W grze pojedynczej wielokrotnie triumfował w zmaganiach z serii ITF Men's Circuit. Zwyciężył również w 1 turnieju kategorii ATP Challenger Tour.
W grze podwójnej tenisista japoński swój największy sukces odniósł w 2005 roku, podczas zawodów ATP World Tour w Tokio. Rozgrywki zakończyły się triumfem Iwabuchiego, który startował w parze z Takao Suzukim.
W kwietniu 1995 roku debiutował w reprezentacji Japonii w Pucharze Davisa. W zespole narodowym występował przede wszystkim jako deblista. Łącznie zagrał w 22 pojedynkach, z których w 13 triumfował.
W 1996 roku uczestniczył w igrzyskach olimpijskich w Atlancie. Wystąpił w grze podwójnej, w parze z Suzukim. Japończycy odpadli z rywalizacji w 2 rundzie pokonani przez Sergiego Bruguerę i Tomása Carbonella. W 2000 roku Iwabuchi wziął udział w igrzyskach olimpijskich w Sydney, zostając wyeliminowanym w 1 rundzie debla w parze z Thomasem Shimadą. Mecz o dalszą rundę Japończycy przegrali z Dominikiem Hrbatým i Karolem Kučerą.
Iwabuchi jest również multimedalistą igrzysk azjatyckich, w których zdobył 1 złoty medal, 4 srebrne oraz 1 brązowy.
W rankingu gry pojedynczej Iwabuchi najwyżej był na 223. miejscu (20 października 2003), a w klasyfikacji gry podwójnej na 125. pozycji (11 września 2006).

### Finały w turniejach ATP World Tour
| Legenda                                      |
| -------------------------------------------- |
| Wielki Szlem                                 |
| Igrzyska olimpijskie                         |
| Tennis Masters Cup / ATP Finals              |
| ATP Masters Series / ATP Tour Masters 1000   |
| ATP International Series Gold / ATP Tour 500 |
| ATP International Series / ATP Tour 250      |

#### Gra podwójna (1–0)
| Końcowy wynik | Nr | Data                 | Turniej | Nawierzchnia | Partner      | Przeciwnicy              | Wynik finału    |
| ------------- | -- | -------------------- | ------- | ------------ | ------------ | ------------------------ | --------------- |
| Zwycięzca     | 1. | 24 października 2005 | Tokio   | Twarda       | Takao Suzuki | Simon Aspelin Todd Perry | 5:4(3), 5:4(13) |